# 崔翊圭
崔 翊圭（チェ・イッキュ、朝鮮語: 최익규、1913年 - 1978年5月9日）は、大韓民国の実業家、政治家。第7代韓国国会議員。本貫は江陵崔氏。

## 経歴
江陵公立農業学校（現・江陵中央高等学校）、奈良県立吉野林業学校（のちの奈良県立吉野林業高等学校）卒。新韓興業株式会社社長、韓国林山協会会長、江陵商工会議所所長、江陵市行政諮問委員会議長を歴任した。民主共和党結党後は江原道第3地区党委員長・中央常任委員、株式会社林工社社長などを務めた。
他は大韓弓道協会会長も務めた。1978年5月9日、ソウル市西大門区の持病により死去。享年66。